# Papua-Nowa Gwinea na Letnich Igrzyskach Olimpijskich 2004
Papuę-Nową Gwineę na Letnich Igrzyskach Olimpijskich 2004 reprezentowało 4 sportowców.

## Skład kadry

### Lekkoatletyka
Kobiety:
- Mae Koime - bieg na 100 m - Runda 1: 12,00 s

Mężczyźni:
- Mowen Boino - bieg na 400 m przez płotki - Runda 1: 50,97 s

### Pływanie
- Ryan Pini
  - 100 m st. dowolnym - kwalifikacje: 51,11 s
  - 100 m st. grzbietowym - kwalifikacje: 55,97 s
  - 100 m st. motylkowym - kwalifikacje: 53,26 s

### Podnoszenie ciężarów
- Dika Toua - kategoria do 53 kg - 177,5 kg (6 miejsce)